# 孟速思
孟速思（1206年—1267年），元朝畏兀儿人。祖籍别失八里（今新疆吉木萨尔），唐代北庭都护府所在地，其迁居大都。阿的息之子。
孟速思十五岁时，就精通畏兀儿文字。成吉思汗召见他，让他跟随拖雷，为拖雷之妻唆鲁禾帖尼管理分地租赋。后来事奉忽必烈。忽必烈南征南宋时，任用他与不只儿同为断事官。蒙哥死后，拥忽必烈即汗位。知道不只儿想要依附阿里不哥，上奏把他迁移到中都，亲监护以往。忽必烈以为忠，下诏拜和安童为丞相，孟速思固辞，但是为忽必烈推荐人才，他引荐的都是当世所选，深受忽必烈眷顾。去世后，谥敏惠。大德十一年（1307年），追赠太师，追封为武都王，改谥智敏。

## 延伸阅读
[在维基数据编辑]
 《元史·卷124》，出自宋濂《元史》
 《新元史/卷136》，出自柯劭忞《新元史》